# Alan Hansen
Alan David Hansen (Sauchie, Clackmannanshire, Escocia, 13 de junio de 1955) es un exfutbolista escocés que jugaba de defensa.
Destacó especialmente en el Liverpool de Inglaterra, equipo donde militó hasta el final de su carrera (debutó profesionalmente en el Partick Thistle). Actualmente ejerce de comentarista deportivo en la cadena de televisión BBC.
En 2025 fue nombrado miembro de la Orden del Imperio Británico (MBE).

## Selección nacional
Fue internacional con la selección de fútbol de Escocia, disputó 26 partidos y no anotó goles. Participó en un Mundial, el de España 1982, donde su selección quedó eliminada en la primera fase.

### Participaciones en Copas del Mundo
| Mundial                        | Sede   | Resultado    |
| ------------------------------ | ------ | ------------ |
| Copa Mundial de Fútbol de 1982 | España | Primera fase |

## Clubes
| Club                  | País       | Año       |
| --------------------- | ---------- | --------- |
| Partick Thistle F. C. | Escocia    | 1973-1977 |
| Liverpool F. C.       | Inglaterra | 1977-1991 |